# José Vela Zanetti
José Vela Zanetti (Milagros, Burgos, 27 de mayo de 1913 - Burgos, 4 de enero de 1999) fue un pintor y muralista español.Cursa sus estudios elementales en la ciudad de León para posteriormente viajar a Italia con una beca para formarse y al regresar visitar Madrid. 

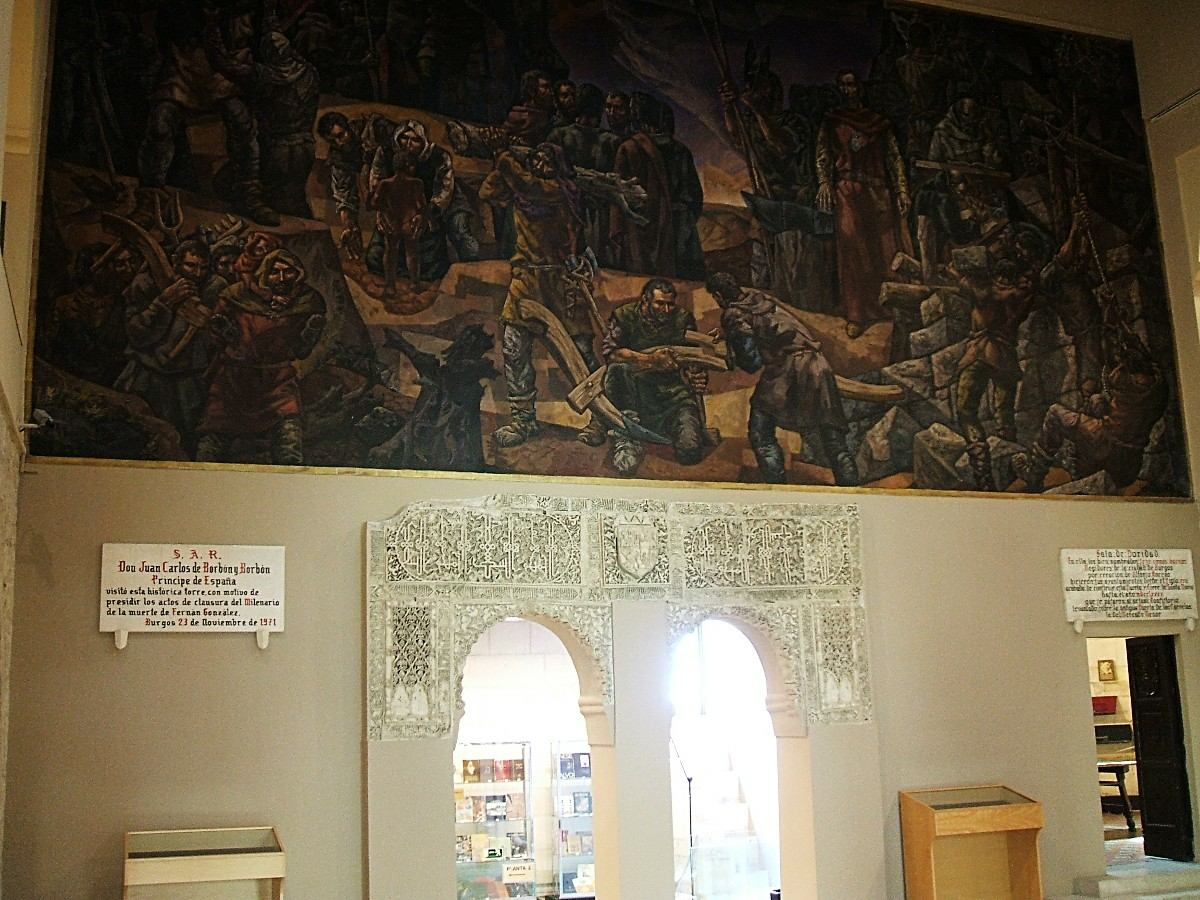
Mural del autor en la sala principal del Arco de Santa María, Burgos

## Biografía
Fue hijo de un veterinario republicano y de una madre de origen italiano, muy devota. Siendo niño, sus padres se trasladaron a León. Inició su formación en dicha ciudad con Lucas Pérez Morales, profesor de Dibujo del instituto. A los diecisiete años viajó a Madrid por primera vez para poner a prueba su vocación y tras visitar reiteradamente los museos y las escasas galerías de la época regresó a León confirmado en su deseo de ser pintor. Poco después su padre lo puso en contacto con Manuel Bartolomé Cossío, que le recomendó al pintor José Ramón Zaragoza, del que fue aprendiz y discípulo, sin perder el contacto con Cossío que le llevó, casi sin darse cuenta, a aprender la historia del arte español. En León tuvo su primera exposición en 1931 en el Palacio de los Guzmanes, junto a Modesto Sánchez Cadenas. En 1933 la Diputación Provincial de León lo becó, permitiéndole visitar Italia para conocer la técnica de pintura en fresco.

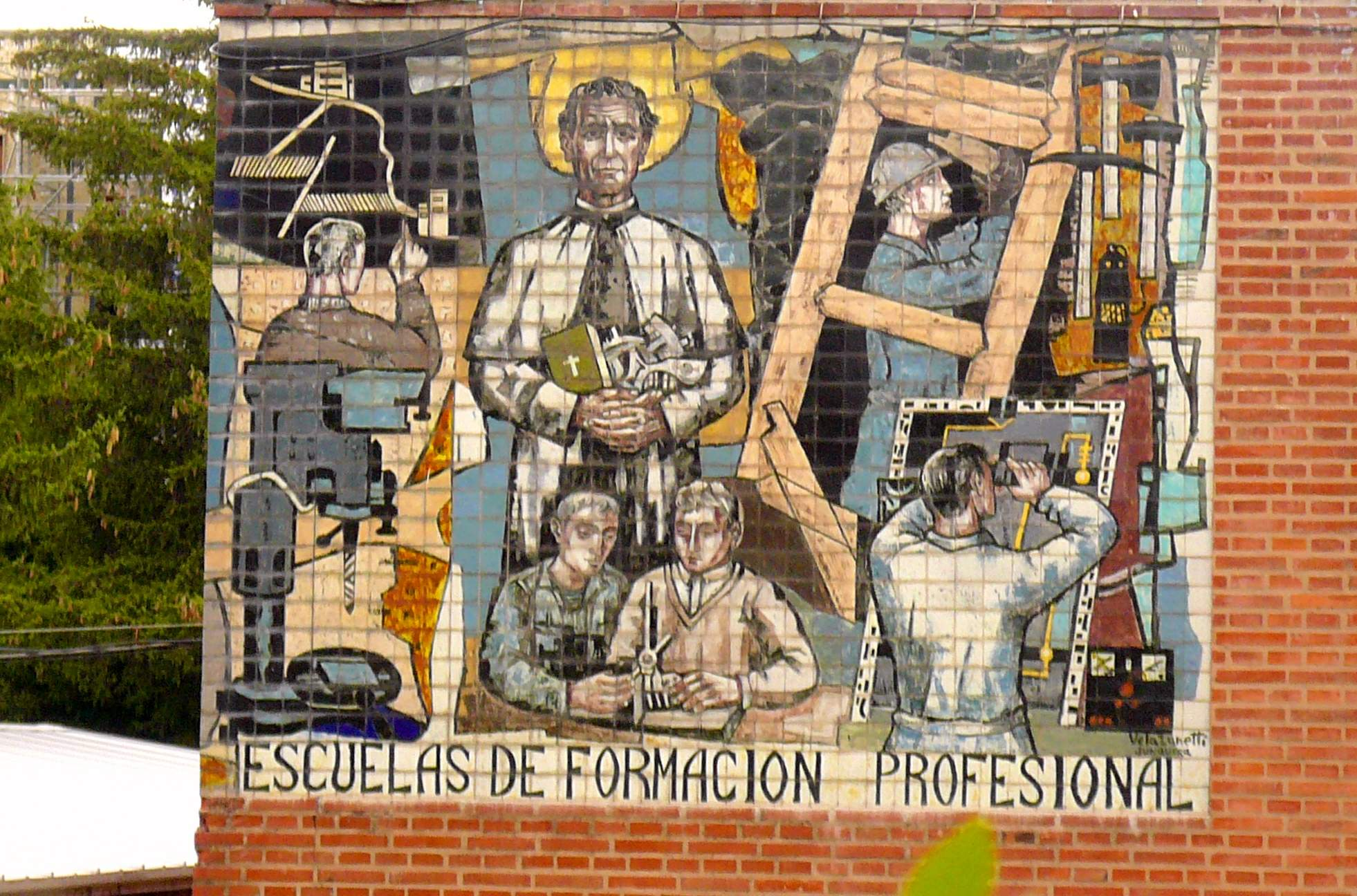
Mural cerámico de Vela Zanetti en e CIFP Virgen del Buen Suceso de La Robla, León

Como consecuencia de la guerra civil española, hubo de exiliarse a América, donde permaneció desde 1939 hasta 1960. Residió más de una década en la República Dominicana donde pintó innumerables obras, entre ellas más de cien murales. Durante su estancia en este país realizó obras en diferentes ciudades, resaltando los murales del Monumento de Santiago (Santiago), del Palacio de Justicia (Santo Domingo), del Banco Central (Santo Domingo), de la iglesia Nuestra Señora de la Consolación y del Instituto Politécnico Loyola (IPL) de San Cristóbal, de la Biblioteca Nacional (Santo Domingo), del otrora Teatro Ercilia (Barahona), de la parroquia San Juan Evangelista de la ciudad de Salcedo (las cuales luego fueron retiradas), y de la Basílica de Nuestra Señora de la Altagracia (Higüey). Dirigió la Escuela Nacional de Bellas Artes en Santo Domingo, de la cual fue uno de los fundadores. Visitó Puerto Rico, México, Colombia y Estados Unidos. 
En 1953 se inauguró en la sede de la ONU el mural La ruta de la libertad o La lucha del hombre por la paz (en inglés Mankind's Struggle for Lasting Peace). Esta obra de 20 x 3,5 metros fue un regalo de la República Dominicana a la ONU (organización en la cual ingresó España en 1955) y es una de sus obras más destacadas.
En 1960 regresó a España. Pintó murales de temas históricos para los edificios de la Diputación Provincial de Burgos y el Arco de Santa María, en Burgos.
Dijo en una ocasión que su propósito como artista «fue siempre romper el esquema superficial», de que era «sólo un pintor de campesinos». En 1987 fue nombrado hijo adoptivo de Aranda de Duero y un instituto de educación secundaria de la localidad lleva su nombre.
Falleció en Burgos a causa de una caída y sus restos fueron incinerados, sus cenizas trasladadas a León y esparcidas en la fundación que lleva su nombre.